# Sanely
Sanely, född 1991 i Torreón i Coahuila är en mexikansk fribrottare inom den mexikanska stilen lucha libre. Sanely brottas sedan 2016 för Consejo Mundial de Lucha Libre (CMLL), Mexikos största och äldsta förbund. Där gestaltar hon en técnica (de som porträtterar "de goda" i professionell mexikansk brottning, till skillnad från rudos, de onda). Sanely brottas iförd fribrottningsmask och hennes identitet är inte känd av allmänheten, vilket är vanligt inom lucha libre.

## Familj

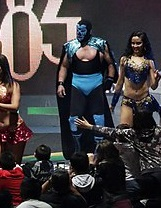
Mano Negra i CMLL.

Sanely är en andra generationens brottare, dotter till Jesús Reza Rosales, bättre känd som Mano Negra, syster till Mano Negra Jr. och svägerska till den avlidne Black Warrior samt kusin dennes avlidna son Black Warrior Jr. Hennes fribrottningsmask och hennes svarta och blåa brottningsutstyrsels färgschema är inspirerat av hennes fars och brors mask.

## Karriär
När hon växte upp brukade Sanely och hennes bror ofta leka i brottningsringen innan evenemangen med barnen till bland andra El Felino, Mocho Cota, Kung Fu och Kato Kung Lee. När hon bad sin far att träna henne, vägrade han, orolig för de förhållanden som kvinnliga brottare var tvungna att arbeta under i Mexiko vid den tiden. Istället insisterade han på att hon skulle ta en högskoleexamen, vilket ledde till att hon tog en examen i psykologi från Universidad Autónoma de México, vanligtvis förkortat UNAM. Hon har tidigare även arbetat som fotomodell. Utanför sin brottningskarriär är Sanely praktiserande psykolog och personlig tränare.
Sanely började inte träna för en brottningskarriär förrän mitten av 2015, då hon först tränade under El Solar. Hennes första framträdande i ringen ägde rum i november 2015 som en del av Consejo Mundial de Lucha Libres (CMLL) årliga kroppsbyggningstävling, då  under namnet "Zanelly". Hon gjorde sin egentliga debut i ringen den 25 december 2015, där hon tillsammans med Gema Andrade besegrade Pasion Kristal och Reyna Isis på ett evenemang i Puebla. Efter att ha brottats på den oberoende scenen i ungefär sex månader, gjorde Zanelly, nu kallad "Sanely", sin CMLL-debut den 25 juli 2016. Sanely och Lluvia besegrade dåvarande CMLL World Women's Champion Dalys la Caribeña och den dåvarande Mexican National Women's Champion Zeuxis. 
I CMLL tränade hon under El Hijo del Gladiador, Shocker och Último Guerrero. Hon fick snabbt smeknamnet "La Dama del Guante Negro" ("Damen med den Svarta Handsken") på grund av att hon bar en lång svart handske till ära för sin far.
Den 25 december 2016 var Sanely en av tio kvinnor som satte sina masker på spel i en Lucha de apuestas (insatsmatch), i en steel cage-match i huvudmatchen på evenemanget Infierno en el Ring år 2016. Sanely lyckades fly från ringen och behålla sin mask medan matchen slutade med att Zeuxis besegrade La Vaquerita och tog av henne masken. CMLL höll La Copa Natalia Vázquez i juli 2017, en 14-kvinnors torneo cibernetico - elimineringsmatch för att hedra en av grundarna av kvinnlig brottning i Mexiko. Sanely var den tredje brottaren som eliminerades från turneringen som vanns av Princesa Sugehit.
Sanely och större delen av CMLLs kvinnliga brottare tävlade om det nyligen skapade RO Wrestling Women's Championship i en endags-turnering den 24 november 2018. Sanely och Princesa Sugehit överlevde Bastet, Dalys la Caribeña, Lillith Dark och Pequeno Azul för att kvalificera sig till finalen. Till slut besegrade Sanely Princesa Sugehit och vann titeln. Den 16 februari 2019 försvarade Sanely framgångsrikt ROW Women's Championship mot Lluvia och Reina Obscura på ett evenemang i Centro Cívico Nueva Aragon i Ecatepec.
I början av 2019 deltog Sanely i en UNAM-konferens om idrottspsykologi kallad Anticípada a la Jugada (svenska: "Förutse spelen"). Hon var en speciell gäst vid evenemanget och deltog i en workshop.
Under 2020-talet har Sanely brottats sparsamt med anledning av olika skador. 2024 ingår hon i en trio med Kira och Skadi.